# Kandovi, Pazardjik
Kandovi (în bulgară Кандови) este un sat în comuna Velingrad, regiunea Pazardjik,  Bulgaria. 

## Demografie
Componența etnică a satului Kandovi
     Turci (10,42%)
     Nicio identificare (89,57%)
     Altele (0%)
La recensământul din 2011, populația satului Kandovi era de 211 locuitori. Nu există o etnie majoritară, locuitorii fiind  și turci (10,42%). Pentru 89,57% din locuitori nu este cunoscută apartenența etnică.